# 大内貞太郎
大内 貞三郎（おおうち ていたろう、1857年（安政4年7月）- 1916年（大正5年）12月24日）は、明治期の公吏、教育者、政治家。衆議院議員、岩手県胆沢郡古城村長。

## 経歴
陸奥国胆沢郡関村（水沢県胆沢郡稲置村、磐井県胆沢郡稲置村、岩手県伊沢郡古城村、前沢町を経て現奥州市）で、仙台藩士・大内行雄の二男として生まれた。仙台中教院で学んだ。
松川村・門崎村戸長、胆沢郡・江刺郡書記を務めた。上京して遊学した。西磐井郡・東磐井郡書記を務めた。
1890年（明治23年）岩手県会議員に選出され、同常置委員も務めた。同年7月、第1回衆議院議員総選挙（岩手県第4区、国民自由党）で落選したが、1892年（明治25年）2月の第2回総選挙（岩手県第4区、中央交渉会）では当選し、衆議院議員に1期在任した。
東京英数漢学進学協会幹事となる。故郷の自邸内に桃林塾を開き、郷土の多くの子弟の教育に尽くした。1905年（明治38年）地元の要請を受けて古城村長に就任し、1期在任した。